# 伊普斯 (阿拉巴马州)
伊普斯（英文：Epes），是美国阿拉巴马州下属的一座城市。面积约为1.92平方英里（约合4.97平方公里）。根据2010年美国人口普查，该市有人口192人，人口密度为100.05/平方英里（约合38.63/平方公里）。